# Stanley Dziedzic
Stanley Joseph Dziedzic Jr. (Allentown, 5 aprile 1949) è un ex lottatore statunitense, specializzato nella lotta libera.

## Palmarès

### Olimpiadi
- 1 medaglia:
  - 1 bronzo (Montréal 1976 nei -74 kg)

### Mondiali
- 1 medaglia:
  - 1 oro (Losanna 1977 nei -74 kg)